# Březí (Kamenný Újezd)

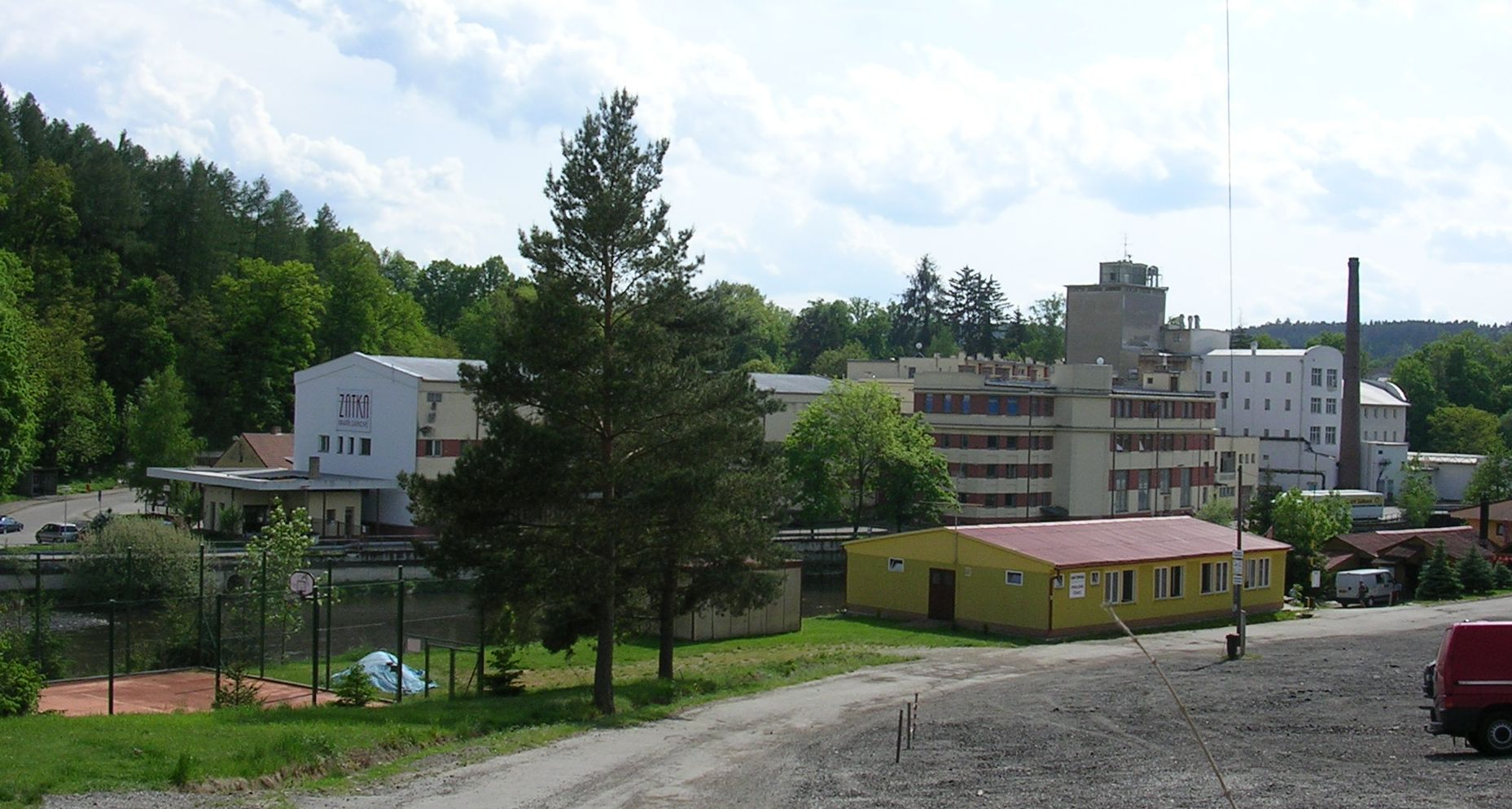
Zátkův Mlýn

Březí (deutsch Freiles, auch Freyles) ist ein Ortsteil der Gemeinde Kamenný Újezd in Tschechien. Er liegt acht Kilometer südwestlich von České Budějovice in Südböhmen und gehört zum Okres České Budějovice. 

## Geographie
Březí befindet sich auf einer Hochfläche rechtsseitig über dem Moldautal. Einen Kilometer östlich des Dorfes verläuft die Straße I/3/E 55 zwischen České Budějovice und Velešín.
Nachbarorte sind Černý Dub im Norden, Zátkův Mlýn, Boršov nad Vltavou, Poříčí, Sokolov, Čtyři Chalupy und Včelná im Nordosten, Na Dolech im Osten, Kamenný Újezd im Südosten, Mašek, U Kotka, Hvízdalka und Rančice im Süden, Jamné im Südwesten, U Rechlí und Zahorčice im Westen sowie Koroseky und Dvůr Koroseky im Nordwesten.

## Geschichte
Die erste schriftliche Erwähnung des Ortes erfolgte im Jahre 1375 als Besitz der Herren von Wgezt, sie errichteten südlich des Ortes in den Felsen über der Moldau eine neue Burg, die zu ihrem Sitz wurde. Durch Erbteilungen erfolgte eine Zersplitterung der Herrschaft, die 1455 in den Besitz der Rosenberger gelangte und damit an die Herrschaft Krumau angeschlossen wurde. Bis ins 19. Jahrhundert führte bei der Mühle eine Brücke über die Moldau nach Payreschau und Cernoduben.
Im Jahre 1840 bestand Freyles / Březy aus 15 Häusern mit 132 Einwohnern. Zum Dorf gehörte die Dominikalmühle Druken (heutige Zátkův Mlýn) mit Brettsäge und einem Holzrechen in der Moldau sowie die Einschichten Maschek, Chotek und Wizdal. Die in den Felsen über der Moldau gelegene und nach den nahegelegenen Hof Chotek benannte Burgruine wurde zu dieser Zeit von den Einheimischen wegen der Namensgleichheit fälschlicherweise für den Stammsitz der Grafen Chotek gehalten. Gepfarrt war das Dorf nach Steinkirchen. Bis zur Mitte des 19. Jahrhunderts blieb Freyles immer nach Krumau untertänig. 
Nach der Aufhebung der Patrimonialherrschaften bildete Březí / Freyles ab 1850 einen Ortsteil der Gemeinde Kamenný Újezd in der Bezirkshauptmannschaft Budějovice/Budweis. 1884 errichteten die Brüder Vlastimil und Dobroslav Zátka an der Stelle der väterlichen Getreidemühle Zátkův mlýn an der Moldau zwischen Březí und Pořičí die größte Nudelfabrik in Österreich-Ungarn. Im Jahre 1913 hatte der Ort 190 Einwohner, davon waren 187 Tschechen und drei Deutsche. Im Jahre 1991 wurden in Březí 34 Einwohner gezählt. Beim Zensus von 2001 lebten in den 18 Wohnhäusern des Ortes 43 Personen.
Das Unternehmen Bratři Zátkové (Gebrüder Zátka) wurde 1948 verstaatlicht und ging nach 1990 wieder an die Familie Zátka zurück. Heute hält das Unternehmen Europasta SE Divize Bratři Zátkové einen Anteil von einem Fünftel des Nudelmarktes in Tschechien.

## Ortsgliederung
Zu Březí gehören die Einschichten Mašek (Maschek), Hvízdalka (Hwizdal) und U Kotka (Cottek) sowie der größte Teil von Zátkův Mlýn. Der durch das Gelände der Nudelfabrik fließende Bach Mlýnský potok bildet die Grenze zwischen Březí und Poříčí bzw. den Katastern von Kamenný Újezd und Boršov nad Vltavou.

## Sehenswürdigkeiten
- Reste der Burg Maškovec (Chotek), südlich des Dorfes auf einen Felsen gegenüber der Moldauschleife, sie entstand in der Mitte des 14. Jahrhunderts als neuer Sitz der Herren von Wgezt, ihr ursprünglicher Name ist nicht überliefert.
- Moldauwehre bei Březí und Zátkův Mlýn

## Söhne und Töchter des Ortes
- Růžena Zátková (1885–1923), Malerin und Bildhauerin des Futurismus